# Cámara de Comercio de La Dorada

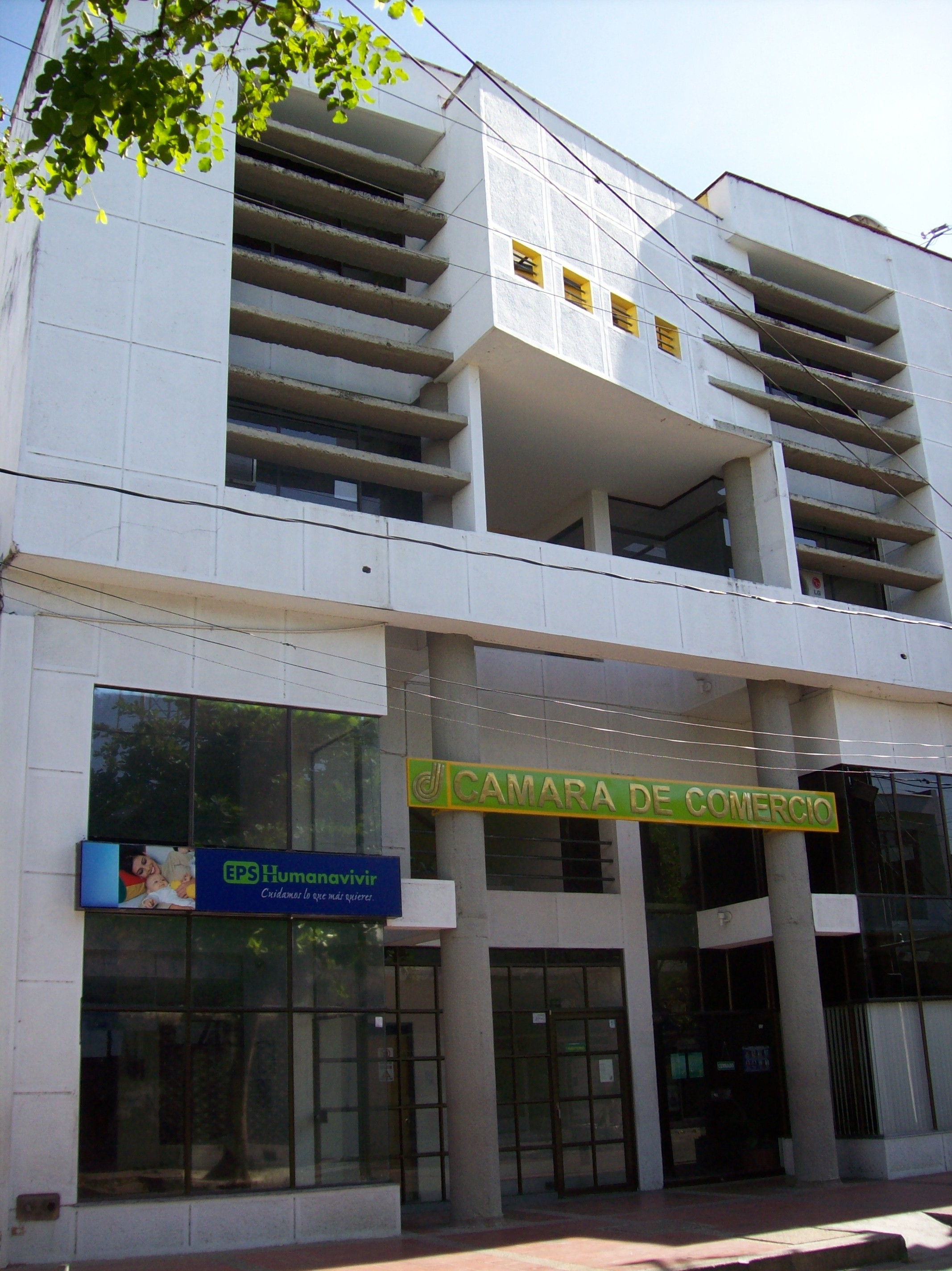
Sede principal de la organización.

La Cámara de Comercio de La Dorada es una cámara de comercio colombiana con sede en el municipio del mismo nombre, al extremo oriental del departamento de Caldas. Su jurisdicción comprendía La Dorada, Manzanares, Marquetalia, Pensilvania, Samaná y Victoria, con sus respectivos corregimientos; pero luego le fueron anexados Puerto Boyacá y Puerto Salgar, al otro lado del río.
Si bien la sede principal se encuentra en el área urbana de La Dorada, cuenta con tres Puntos de Atención al Comerciante, uno en Manzanares y los dos restantes en Pensilvania y Puerto Boyacá.